# عوالم في تصادم
"عوالم في تصادم" هو كتاب من تأليف إيمانويل فيليكوفسكي نشر في عام 1950. طرح هذا الكتاب في حوالي القرن الخامس عشر قبل الميلاد، طُرد كوكب الزهرة من كوكب المشتري كمذنب أو جسم يشبه المذنب ومر بالقرب من الأرض (لم يذكر تصادم فعلي). ويُزعم أن الجسم غيّر مدار الأرض ومحورها، مسبباً كوارث لا حصر لها ذُكرت في الأساطير والأديان المبكرة من جميع أنحاء العالم. انتقد الكتاب بشدة على أنه عمل من العلوم الزائفة والكوارث، والعديد من ادعاءاته رُفضت تمامًا من قبل المجتمع العلمي القائم لأنها ليست مدعومة بأي أدلة متاحة.
نشر العوالم في التصادم لأول مرة في 3 أبريل 1950، من قبل دار ماكميلان للنشر. وقد حث اهتمام ماكميلان بنشر الكتاب بمعرفة أن فيليكوفسكي قد حصل على وعد من غوردون أتواتر، مدير القبة السماوية هايدن، بعرض سماوي على أساس الكتاب عندما جرى نشره. كان الكتاب، الأكثر انتقاداً وإثارةً للجدل لدى فيليكوفسكي، كان من أكثر الكتب مبيعاً في نيويورك تايمز، حيث تصدّر القوائم لمدة أحد عشر أسبوعاً بينما كان في المراكز العشرة الأولى لمدة سبعة وعشرين أسبوعاً على التوالي. على الرغم من هذه الشعبية، أجبر الرفض الساحق لأطروحته من قبل المجتمع العلمي ماكميلان على التوقف عن نشره ونقل الكتاب إلى دوبلداي في غضون شهرين.

## في مقدمة الكتاب يلخص فيليكوفسكي حججه
العوالم في التصادم هو كتاب عن الحروب في الكرة السماوية وقعت في العصور التاريخية. في هذه الحروب كوكب الأرض شارك أيضًا. وتستند القصة التاريخية -الكونية لهذا الكتاب إلى الأدلة التي تقدمها النصوص التاريخية لكثير من الناس في جميع أنحاء العالم، وإلى الأدب الكلاسيكي، وإلى ملاحم الأجناس الشمالية، وإلى الكتب المقدسة لشعوب الشرق والغرب، وإلى تقاليد الشعوب البدائية وفلكلورها، وإلى النقوش والخرائط الفلكية القديمة، وإلى الاكتشافات الأثرية، وكذلك إلى المواد الجيولوجية والحفرية.
يقترح الكتاب أنه في حوالي القرن الخامس عشر قبل الميلاد، طُرد الزهرة من كوكب المشتري كمذنب أو كجرم يشبه المذنب ومر بعد ذلك بالقرب من الأرض، على الرغم من أنه لم يذكر اصطدامًا فعليًا مع الأرض. وبذلك تغير مدار الأرض وميلها المحوري، ما تسبب في كوارث لا حصر لها ذُكرت في الأساطير المبكرة والتقاليد الدينية من الحضارات الإنسانية في جميع أنحاء العالم. وبعد اثنين وخمسين عامًا، اتخذت مرة أخرى نهجًا وثيقًا، وتوقف دوران الأرض لفترة ما تسبب في المزيد من الكوارث. ثم في القرنين الثامن والسابع قبل الميلاد، اقترب المريخ (الذي أزاحه الزهرة هو نفسه) من الأرض، تسبب هذا الحادث في جولة جديدة من الاضطرابات والكوارث. بعد ذلك، تم تأسيس «النظام السماوي» الحالي. استقرت مسارات الكواكب على مر القرون وأصبح الزهرة تدريجيًا كوكبًا «طبيعيًا».

### وتمخضت هذه الأحداث عن عدة بيانات رئيسية
١_ لا بد أن الزهرة لا تزال ساخنة للغاية بينما تشع الكواكب الصغيرة الحرارة.
٢- يجب أن يكون كوكب الزهرة غنيًا بالبترول والغازات الهيدروكربونية.
٣- للزهرة مدار غير طبيعي نتيجة للكوارث غير العادية الناجمة عن أصوله الكوكبية.

#### واقترح فيليكوفسكي بعض الأفكار الإضافية التي قال إنها مستمدة من هذه الادعاءات، بما في ذلك
١-المشتري يصدر ضوضاء راديو 
2-يصل الغلاف المغناطيسي للأرض إلى القمر على الأقل.
3-الشمس لديها جهد كهربائي يبلغ حوالي 1019 فولت.
٤-يمكن أن يتأثر دوران الأرض بالحقول الكهرومغناطيسية.
وصل فيليكوفسكي إلى هذه المقترحات باستخدام منهجية تسمى اليوم الميثولوجيا المقارنة -حيث بحث عن توافقات في الأساطير والتواريخ المكتوبة للثقافات غير المترابطة في جميع أنحاء العالم، بعد قراءة حرفية لرواياتهم عن آلهة الكواكب. وهو يجادل على أساس الأساطير الكونية القديمة من أماكن متباينة مثل الهند والصين واليونان وروما وآشور وسومر. على سبيل المثال، تؤكد الأساطير اليونانية القديمة ان الإلهة أثينا انبثقت من رأس زفس. يحدد فيليكوفسكي زيوس (الذي كان نظيره الروماني هو الإله جوبيتر) مع كوكب المشتري وأثينا (الرومانية مينيرفا) مع كوكب الزهرة. تُستخدم هذه الأسطورة، جنبًا إلى جنب مع غيرها من أساطير مصر القديمة وإسرائيل والمكسيك، وغيرها لدعم الادعاء بأن «الزهرة جرى طرده كمذنب ثم تغير إلى كوكب بعد الاتصال مع عدد من أعضاء نظامنا الشمسي» (فيليكوفسكي 1972:182).